# Димитър Ботков
Димитър Стоянов Ботков, наричан Минко Бодков и Каржи Осман, е български революционер, деец на Вътрешната македоно-одринска революционна организация и на Върховния македоно-одрински комитет.

## Биография
Ботков е роден в 1875 година в град Мехомия, който тогава е в Османската империя, а днес в България. Внук е на революционера Яне Ботков. Учи в Неврокоп, а по-късно завършва прогимназия в Сяр и става учител в Банско, Мехомия и други селища в Разлога.
Става член на ВМОРО, но по-късно минава в редовете на Върховния комитет. Преследван от властите бяга в България. В 1902 година заминава за Белгия и учи търговия в Антверпен, но на следващата година се връща в България и взима участие в Илинденско-Преображенското въстание като войвода на чета в отряда на генерал Иван Цончев. Ботков напада казармите в село Тъмръш и ги разрушава. Тогава негов четник е Тодор Петров – Тошкара.
В 1905 година е начело на чета, действаща в Горноджумайско и Мелнишко, а в 1906 година — в Ахъчелебийско. След Младотурската революция в 1908 година се легализира и се заселва в Бургас. При избухването на Балканската война в 1912 година е доброволец в Македоно-одринското опълчение и служи в Интендантството като командир на хлебарската рота и в Огнестрелния парк. Носител е на орден „За военна заслуга“. Участва и в Първата световна война.
На 13 април 1943 година, като жител на Бургас, подава молба за българска народна пенсия, която е одобрена и пенсията е отпусната от Министерския съвет на Царство България.
Умира в Бургас в 1943 година.